# Hansi Dege
Johanne „Hansi“ Margarete Clara Dege (* 31. Oktober 1887 in Berlin; † 7. April 1972 in München) war eine deutsche Theater- und Filmschauspielerin.

## Leben und Wirken

### Am Theater
Johanne „Hansi“ Dege, eine Tochter der Verkäuferin Marie Charlotte Dege, begann ihre Bühnenlaufbahn in der Spielzeit 1906/07 am Deutsch-Amerikanischen Theater ihrer Heimatstadt Berlin. In der Folgesaison wechselte sie zum Chor des Hamburger Neuen Operetten-Theaters, um im Jahr darauf am Berliner Operettentheater als Sängerin aufzutreten. Von 1910 bis 1912 gehörte Hansi Dege dem Ensemble des Walhalla-Theaters an, danach schloss sie sich dem Gastspielensemble des Kollegen Harry Walden an und ging auf Theatertournee. Danach sind keine Theateraktivitäten Hansi Deges mehr feststellbar, und die Künstlerin scheint sich fortan komplett auf die Arbeit beim Film konzentriert zu haben.

### Beim Film
1913 gab Hansi Dege ihren Einstand vor der Kamera in einem Detektivfilm der so genannten Miss Nobody-Reihe. Es folgten überwiegend Auftritte in zumeist kurzen Lustspielen mit ihrem damaligen Ehemann, dem beliebten Stummfilm-Komiker Gerhard Dammann, mit dem sie auch die von Dammann verkörperte Filmfigur „Schnurzel“ kreierte. 1922 beendete Dege ihre Filmtätigkeit vorübergehend, nahm diese aber zu Beginn der Tonfilm-Ära wieder kurzzeitig auf und spielte fortan nur noch sehr kleine Rollen – dienstbare Geister allenthalben wie eine Köchin, eine Garderobiere oder ein Dienstmädchen wie die Minna in einigen Inszenierungen Dammanns des Jahres 1933, mit dem dieser (ziemlich erfolglos) das Kurzfilmlustspiel-Genre der frühen Stummfilmzeit zu reaktivieren suchte. Inzwischen von Dammann geschieden, heiratete Hansi Dege 1935 den Kollegen Fritz Schroeter, mit dem sie bereits 1929 in dem Film Jugendsünden gemeinsam vor der Kamera gestanden hatte, und beendete ihre Schauspielerin-Laufbahn. Über ihr späteres Leben ist derzeit nichts bekannt. Sie starb 1972 in München.

## Filmografie
- 1913: Die Jagd nach der Hundertpfundnote oder Die Reise um die Welt
- 1914: Und der Mond lacht dazu
- 1916: Schnurzels Wette
- 1916: Schnurzel und die neue Mode
- 1917: In der Patsche
- 1917: Aretes Ferienreise
- 1917: Die Glocke
- 1917: Lumpengrete
- 1918: Nach dem Opernball
- 1918: Sein Strandliebchen
- 1918: Frauchen in Nöten
- 1918: Der Ersatz-Tenor
- 1918: Die Tochter des Maharadschah
- 1919: Detektiv Findig
- 1919: Der Hausstreik (auch Co-Regie)
- 1919: Der fremde Mann
- 1919: Der Perser
- 1920: Der Sommerfrischler
- 1920: Der Sünde Sold
- 1920: Sybill Morgan
- 1922: Die Liebe und der Suff
- 1929: Jugendsünden
- 1931: Lügen auf Rügen
- 1933: Der geheimnisvolle Perser
- 1933: Karl als Radiofachmann
- 1933: Karl renoviert seine Wohnung
- 1934: Pipin der Kurze
- 1934: Alte Kameraden
- 1934: Alles hört auf mein Kommando
- 1935: Verlieb Dich nicht am Bodensee